# Hart im Zillertal
Hart im Zillertal ist eine Gemeinde mit 1664 Einwohnern (Stand 1. Jänner 2024) im Zillertal. Sie gehört zum Bezirk Schwaz in Tirol (Österreich). Die Gemeinde liegt im Gerichtsbezirk Zell am Ziller.

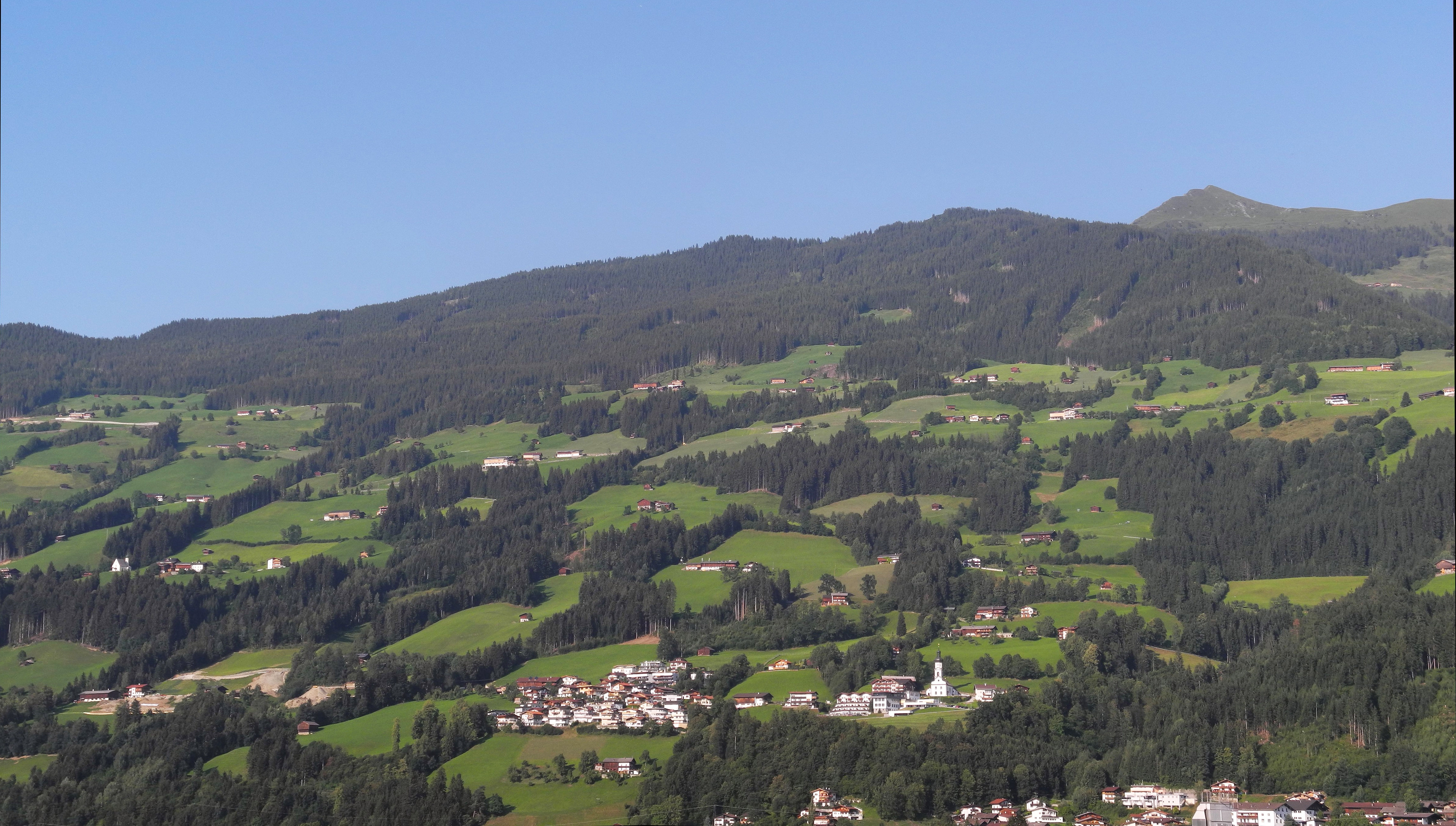
Hart im Zillertal mit Wiedersberger Horn.

## Geografie

### Geografische Lage
Hart liegt im vorderen Zillertal östlich des Ziller gegenüber von Fügen. Der Ziller fließt in rund 530 Meter über dem Meer und bildet die westliche Gemeindegrenze. Der Ort liegt etwa 130 Meter höher. Weiter nach Osten steigt das Land bis zum Grat vom Wiedersberger Horn im Norden zum Standkopf im Süden auf über 2000 Meter an. Das zweite Landschaftsgebiet der Gemeinde ist der Südhang des hinteren Märzenbachtals.
Die Gemeinde hat eine Fläche von 36 Quadratkilometer. Davon sind mehr als vierzig Prozent bewaldet, ein Drittel sind Almen und beinahe zwanzig Prozent sind landwirtschaftliche Nutzfläche.

### Gemeindegliederung
Die Gemeinde besteht aus dem Kirchdorf Hart, den verstreut liegenden Bergbauernhöfen von Holdernach, dem Ortsteil Hartberg und den im Tal gelegenen Weilern Niederhart, Helfenstein, Haselbach und Kohlstatt.
Das Gemeindegebiet umfasst folgende drei Ortschaften (Einwohner Stand 1. Jänner 2024):
- Hart im Zillertal (831)
- Helfenstein (533)
- Holdernach (300)

### Nachbargemeinden
| Bruck am Ziller | Reith im Alpbachtal (KU)                    | Alpbach (KU)                 |
| Fügen Uderns    | Kompassrose, die auf Nachbargemeinden zeigt | Hopfgarten im Brixental (KB) |
| Stumm           | Stummerberg                                 |                              |

## Geschichte
Der Name Hart ist vom Althochdeutschen abgeleitet und bedeutet so viel wie „durch Rodung gelichteter Wald“. Als „mons Hardarius“ wird der Harterberg um 1140 urkundlich in der sogenannten sog. „Schlitterer Schenkung“, einem Falsifikat des 14. Jahrhunderts, erstmals erwähnt. In den Jahren 1188 und 1198 beurkundete Erzbischof Adalbert III. von Salzburg die Errichtung eines Spitals in Hartberg („Hardareberge“), welches Johannes dem Evangelisten geweiht war. Auch die Ortsnamen Holdernach und Helfenstein deuten auf bayrische Besiedlung im 8. Jahrhundert hin. Der südlich gelegene Ortsteil Kohlstatt erlangte um 1700 eine Bedeutung, als hier das auf dem Ziller getriftete Holz zu Holzkohle verarbeitet wurde. Abnehmer war das Hammer- und Hüttenwerk in Kleinboden auf der gegenüberliegenden Talseite.
Bei den kriegerischen Ereignissen während des Aufstandes der Tiroler gegen die bayerische Herrschaft blieb Hart 1809 vor Zerstörungen weitgehend verschont.
Am 15. April 2013 beschloss der Harter Gemeinderat die Einführung neuer Straßennamen und Hausnummern in Hart im Zillertal. Das neue System ist seit dem 1. August 2013 gültig.

### Bevölkerungsentwicklung
| Hart im Zillertal: Einwohnerzahlen von 1869 bis 2024 | Hart im Zillertal: Einwohnerzahlen von 1869 bis 2024 | Hart im Zillertal: Einwohnerzahlen von 1869 bis 2024 | Hart im Zillertal: Einwohnerzahlen von 1869 bis 2024 | Hart im Zillertal: Einwohnerzahlen von 1869 bis 2024 |
| ---------------------------------------------------- | ---------------------------------------------------- | ---------------------------------------------------- | ---------------------------------------------------- | ---------------------------------------------------- |
| Jahr                                                 |                                                      |                                                      |                                                      | Einwohner                                            |
| 1869                                                 | 1869                                                 |                                                      | 1.034                                                | 1.034                                                |
| 1880                                                 | 1880                                                 |                                                      | 1.009                                                | 1.009                                                |
| 1890                                                 | 1890                                                 |                                                      | 936                                                  | 936                                                  |
| 1900                                                 | 1900                                                 |                                                      | 871                                                  | 871                                                  |
| 1910                                                 | 1910                                                 |                                                      | 854                                                  | 854                                                  |
| 1923                                                 | 1923                                                 |                                                      | 872                                                  | 872                                                  |
| 1934                                                 | 1934                                                 |                                                      | 896                                                  | 896                                                  |
| 1939                                                 | 1939                                                 |                                                      | 855                                                  | 855                                                  |
| 1951                                                 | 1951                                                 |                                                      | 910                                                  | 910                                                  |
| 1961                                                 | 1961                                                 |                                                      | 961                                                  | 961                                                  |
| 1971                                                 | 1971                                                 |                                                      | 1.109                                                | 1.109                                                |
| 1981                                                 | 1981                                                 |                                                      | 1.126                                                | 1.126                                                |
| 1991                                                 | 1991                                                 |                                                      | 1.172                                                | 1.172                                                |
| 2001                                                 | 2001                                                 |                                                      | 1.284                                                | 1.284                                                |
| 2011                                                 | 2011                                                 |                                                      | 1.498                                                | 1.498                                                |
| 2021                                                 | 2021                                                 |                                                      | 1.627                                                | 1.627                                                |
| 2024                                                 | 2024                                                 |                                                      | 1.664                                                | 1.664                                                |
| Quelle(n): Statistik Austria, Gebietsstand 1.1.2021  |                                                      |                                                      |                                                      |                                                      |

## Kultur und Sehenswürdigkeiten
- Pfarrkirche zum Hl. Bartholomäus (18. Jh., gotisch)
- Wallfahrtskapelle am Hartberg
- Schleierwasserfall, 91 m

## Wirtschaft und Infrastruktur
Die Auspendlergemeinde ist heute landwirtschaftlich geprägt.

### Wirtschaftssektoren
Von den 107 landwirtschaftlichen Betrieben des Jahres 2010 wurden 55 im Haupt-, 39 im Nebenerwerb, sieben von Personengemeinschaften und sechs von juristischen Personen geführt. Diese sechs bewirtschafteten 37 Prozent der Flächen. Im Produktionssektor arbeiteten 28 der 37 Beschäftigten in der Bauwirtschaft. Die größten Arbeitgeber im Dienstleistungssektor waren die Bereiche Handel (31), Finanz- und Versicherungsdienstleistungen (28), Beherbergung und Gastronomie (26) und soziale und öffentliche Dienste (24 Erwerbstätige).
| Wirtschaftssektor            | Anzahl Betriebe | Anzahl Betriebe | Erwerbstätige | Erwerbstätige |
| Wirtschaftssektor            | 2011            | 2001            | 2011          | 2001          |
| ---------------------------- | --------------- | --------------- | ------------- | ------------- |
| Land- und Forstwirtschaft 1) | 107             | 112             | 99            | 94            |
| Produktion                   | 10              | 8               | 37            | 27            |
| Dienstleistung               | 43              | 22              | 121           | 77            |

1) Betriebe mit Fläche in den Jahren 2010 und 1999
| Im Jahr 2011 lebten 776 Erwerbstätige in Hart im Zillertal. Davon arbeiteten 191 in der Gemeinde, drei Viertel pendelten aus. Die Anzahl der Übernachtungen stieg von 83.000 im Jahr 2010 auf 116.000 im Jahr 2019. Die Nächtigungen verteilen sich auf eine kürzere Wintersaison mit einem höheren Maximum im Februar und eine längere Sommersaison. | Hier fehlt eine Grafik, die leider im Moment aus technischen Gründen nicht angezeigt werden kann. Wir arbeiten daran! |

## Politik

### Gemeinderat
Der Gemeinderat besteht aus 13 Mandataren.
| Partei                                         | 2022    | 2022    | 2016    | 2016    | 2010    |
| Partei                                         | Prozent | Mandate | Prozent | Mandate | Prozent |
| ---------------------------------------------- | ------- | ------- | ------- | ------- | ------- |
| Zukunft Hart – Team Daniel Schweinberger       | 44,26   | 6       |         |         |         |
| Unabhängige für Hart                           | 12,86   | 1       |         |         |         |
| Gemeinsam für unser Hart                       | 42,89   | 6       |         |         |         |
| Harter Bürgerliste für Fortschritt und Zukunft |         |         | 63,21   | 8       | 66,93   |
| Für Hart                                       |         |         | 36,79   | 3       | 33,07   |

### Bürgermeister
Die Bürgermeister seit 1896 waren:
- 1896–1899 Franz Eberharter
- 1899–1902 Ignaz Nail
- 1902–1908 Franz Eberharter
- 1908–1908 Sebastian Heim
- 1908–1919 Johann Wurm
- 1919–1922 Franz Widner
- 1922–1925 Franz Steiner
- 1925–1928 Stanislaus Aigner
- 1928–1938 Johann Krapf
- 1938–1939 Franz Steiner
- 1939–1947 Alfons Peter
- 1947–1962 Josef Eberl
- 1962–1968 Anton Kreidl
- 1968–1980 Fritz Steiner
- 1980–1989 Ernst Pfister
- 1989–2004 Johann Haun
- 2004–2017 Alois Eberharter
- 2017–2022 Hans Flörl
- seit 2022 Daniel Schweinberger[14]

### Wappen
Die schwarze Kuppel stellt einen Kohlemeiler dar, der auf die einst bedeutende Rolle der Holzkohleproduktion verweist. In diesem Zusammenhang können die Farben Rot und Gold gedeutet werden, die für Hitze, Glut und Feuer stehen.

## Persönlichkeiten
- Johannes Kreidl (* 1996), Fußballspieler
- Erich Thummer (1930–2022), Klassischer Philologe

## Belege
1. ↑  Ein Blick auf die Gemeinde Hart im Zillertal, Fläche und Flächennutzung. (PDF) Statistik Austria, abgerufen am 24. März 2021.
2. ↑  Statistik Austria: Bevölkerung am 1.1.2024 nach Ortschaften (Gebietsstand 1.1.2024), (ODS, 500 KB)
3. ↑  Martin Bitschnau, Hannes Obermair: Tiroler Urkundenbuch, II. Abteilung: Die Urkunden zur Geschichte des Inn-, Eisack- und Pustertals. Band 2: 1140–1200. Universitätsverlag Wagner, Innsbruck 2012, ISBN 978-3-7030-0485-8, S. 8–13, Nr. 390 (Abschnitt a).
4. ↑  Martin Bitschnau, Hannes Obermair: Tiroler Urkundenbuch, II. Abteilung: Die Urkunden zur Geschichte des Inn-, Eisack- und Pustertals. Band 2: 1140–1200. Universitätsverlag Wagner, Innsbruck 2012, ISBN 978-3-7030-0485-8, S. 338 f., Nr. 827, und S. 413 f., Nr. 929.
5. ↑  Ein Blick auf die Gemeinde Hart im Zillertal, Land- und forstwirtschaftliche Betriebe. (PDF) Statistik Austria, abgerufen am 24. März 2021.
6. ↑  Ein Blick auf die Gemeinde Hart im Zillertal, Arbeitsstätten. (PDF) Statistik Austria, abgerufen am 24. März 2021.
7. ↑  Ein Blick auf die Gemeinde Hart im Zillertal, Erwerbstätige. (PDF) Statistik Austria, abgerufen am 24. März 2021.
8. ↑  Ein Blick auf die Gemeinde Hart im Zillertal, Berufspendler. (PDF) Statistik Austria, abgerufen am 24. März 2021.
9. ↑  Ein Blick auf die Gemeinde Hart im Zillertal, Übernachtungen. (PDF) Statistik Austria, abgerufen am 24. März 2021.
10. ↑  Wahlergebnis Gemeinderatswahl 2022 in Hart im Zillertal. Land Tirol, 27. Februar 2022, abgerufen am 1. März 2025.
11. ↑  Wahlergebnis Gemeinderatswahl 2016 in Hart im Zillertal. Land Tirol, 28. Februar 2016, abgerufen am 24. März 2021.
12. ↑  Wahlergebnis Gemeinderatswahl 2010 in Hart im Zillertal. Land Tirol, 14. März 2010, abgerufen am 24. März 2021.
13. ↑  Bürgermeister-Chronik. In: Gemeinde Hart im Zillertal | aktuelle Informationen aus dem Gemeindeamt. Abgerufen am 24. März 2021 (deutsch).
14. ↑  Bürgermeister. In: Gemeinde Hart im Zillertal | aktuelle Informationen aus dem Gemeindeamt. Abgerufen am 24. März 2021 (deutsch).
15. ↑  Wappen von Tirol, Bezirk Schwaz. Tirol Atlas, abgerufen am 24. März 2021.